# August Eigruber
August Eigruber (Steyr, Àustria, 16 d'abril de 1907 - Landsberg am Lech, 28 de maig de 1947) va ser un tècnic siderúrgic, militar austríac, Obergruppenführer de les SS i Gauleiter de l'Alt Danubi, durant la Segona Guerra Mundial.

## Orígens
August Eigruber va néixer a Steyr, Àustria, durant la seva joventut va estudiar les tècniques de la siderúrgia especialitzant-se en ferro.
Prompte als 15 anys, el 1922 es va unir al Partit Nacional Socialista d'Àustria i per 1925 ja era el líder Juvenil d'aquesta agrupació.
El 1928 es va unir al NSDAP i quan aquest partit va ser prohibit a Àustria va passar a la clandestinitat sent empresonat diverses vegades per la seva militància activa. El 1935, forma part del nou Gau o districte austríac i per 1936 assumeix com un pseudo Gauleiter.
Acabada l'Anschluss el 1938, Eigruber va tenir un meteòric ascens en el nazisme, primerament es va unir a les Sturmabteilung i se li va conferir el grau de Landeshauptmann, seguidament aquest any es va unir a les SS i se li va atorgar el grau de Brigadeführer passant a fins de 1938 com Standartenführer.

## Gauleiter del Oberdonau

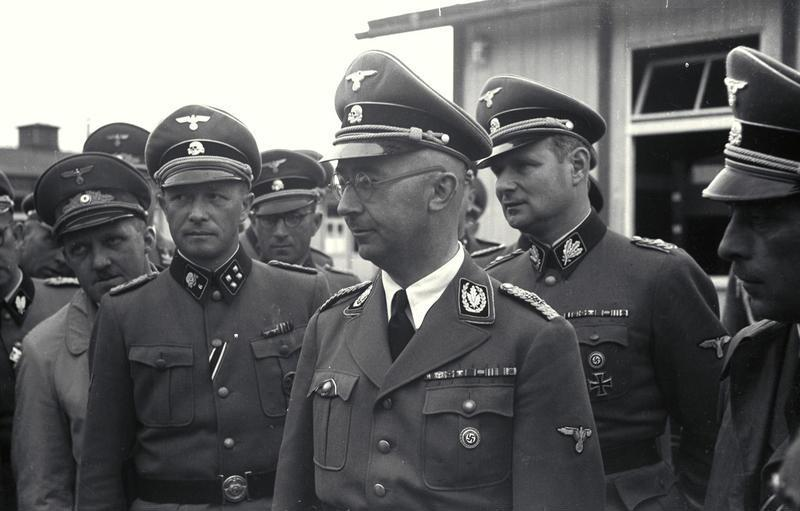
August Eigruber (amb abric) darrere de Franz Ziereis durant una visita d'Himmler a Mauthausen el 1941.

El 1940 és confirmat com Oberdonau - Reichstatthalter o governador plenipotenciari de l'Alt Danubi, sota el seu governadorat va tenir a càrrec la jurisdicció administrativa del camp de concentració de Mauthausen dirigit per Albert Sauer i després Franz Ziereis i tots els subcamps satèl·lits de treballs forçats i manufactures de presoners-esclaus de Gusen. Eigruber llogar el Castell de Hartheim per a ser usat com instal·lació d'experiments i extermini per gaseig de malalts mentals, presoners esclaus i discapacitats físics, es van incloure a més presoners de guerra de diferents nacionalitats, principalment espanyols.
Durant els bombardejos aliats a la regió, Eigruber va prometre distribuir aliments bàsics per a la població i els camps, però els transports van ser bombardejats i molts presoners van morir de fam. Eigruber emulant la retòrica de Hitler va animar amb encesos discursos a la població del Danubi a oferir una dura resistència contra les forces invasores.

## Final
August Eigruber ser capturat per les forces nord-americanes a Salzkammergut el maig de 1945, va ser interrogat per ser portat com a presoner destacat als Judicis de Nuremberg, però va mantenir un estoic i hermètic silenci i va demostrar tenir una gran fortalesa mental, resistint els més durs interrogatoris. Hi va haver de ser portat a Washington DC, EUA per ser interrogat per especialistes del cas. Finalment va cedir als interrogatoris on només va reconèixer l'arrendament del Castell de Hartheim i haver assistit en qualitat de visitant a una execució a l'abril de 1945, la confessió va ser usada en contra i va ser inclòs com l'acusat núm. 13 en els Judicis de Dachau a l'abril de 1946 davant un tribunal militar. William Denson, un dels més implacables fiscals militars dels Estats Units en aquests judicis va declarar sobre Eigruber :
| « | -"Eigruber ha sigut un dels acusats més arrogants amb els que m'he trobat, va haver de ser torturat i humiliat per extreure la seva confessió"- | » |

Eigruber va ser condemnat a mort per la seva responsabilitat respecte dels camps de concentració Mauthausen i els seus camps satèl·lits a Gusen i va ser ajusticiat a la presó de Landsberg am Lech, el 28 de maig de 1947.